# Liste de films français sortis en 2009
Listes de films français
- 2005
- 2006
- 2007
- 2008
- 2009
- 2010
- 2011
- 2012
- 2013

Liste non exhaustive de films français sortis en 2009.

## 2009
| Titre                                    | Réalisateur                                             | Acteurs                                                                               | Genre                            |  |
| ---------------------------------------- | ------------------------------------------------------- | ------------------------------------------------------------------------------------- | -------------------------------- |  |
| L'Armée du crime                         | Robert Guédiguian                                       | Simon Abkarian, Robinson Stévenin                                                     | Film dramatique, Film historique |  |
| Arthur et la Vengeance de Maltazard      | Luc Besson                                              | Mia Farrow                                                                            | Fantastique, Aventure            |  |
| Bancs publics (Versailles Rive-Droite)   | Bruno Podalydès                                         | Denis Podalydès, Michel Vuillermoz                                                    |                                  |  |
| Barbe bleue                              | Catherine Breillat                                      | Dominique Thomas, Lola Créton                                                         |                                  |  |
| Les Beaux Gosses                         | Riad Sattouf                                            | Vincent Lacoste, Anthony Sonigo                                                       |                                  |  |
| Bellamy                                  | Claude Chabrol                                          | Gérard Depardieu, Jacques Gamblin, Clovis Cornillac                                   |                                  |  |
| Dans la brume électrique                 | Bertrand Tavernier                                      | Tommy Lee Jones, Mary Steenburgen                                                     |                                  |  |
| De l'autre côté du lit                   | Pascale Pouzadoux                                       | Dany Boon, Sophie Marceau                                                             |                                  |  |
| Erreur de la banque en votre faveur      | Gérard Bitton et Michel Munz                            | Jean-Pierre Darroussin, Gérard Lanvin                                                 |                                  |  |
| Espion(s)                                | Nicolas Saada                                           | Guillaume Canet, Géraldine Pailhas                                                    |                                  |  |
| I Love You Phillip Morris                | John Requa et Glenn Ficarra                             | Jim Carrey, Ewan McGregor, Rodrigo Santoro, Leslie Mann                               | Comédie dramatique romantique    |  |
| La Fille du RER                          | André Téchiné                                           | Émilie Dequenne, Catherine Deneuve, Michel Blanc                                      |                                  |  |
| Les Herbes folles                        | Alain Resnais                                           | André Dussollier, Sabine Azéma                                                        |                                  |  |
| Le Hérisson                              | Mona Achache                                            | Josiane Balasko                                                                       |                                  |  |
| Je suis heureux que ma mère soit vivante | Claude Miller et Nathan Miller                          | Vincent Rottiers, Christine Citti                                                     |                                  |  |
| Joueuse                                  | Caroline Bottaro                                        | Sandrine Bonnaire                                                                     |                                  |  |
| La Journée de la jupe                    | Jean-Paul Lilienfeld                                    | Isabelle Adjani, Denis Podalydès                                                      |                                  |  |
| LOL                                      | Lisa Azuelos                                            | Christa Theret, Sophie Marceau                                                        |                                  |  |
| Marching Band                            | Claude Miller, Héléna Cotinier et Pierre-Nicolas Durand |                                                                                       | Documentaire                     |  |
| Mensch                                   | Steve Suissa                                            | Nicolas Cazalé, Anthony Delon Sami Frey, Myriam Boyer                                 | Thriller                         |  |
| Neuilly sa mère !                        | Gabriel Julien-Laferrière                               | Denis Podalydès, Samy Seghir                                                          |                                  |  |
| Non ma fille tu n'iras pas danser        | Christophe Honoré                                       | Chiara Mastroianni, Jean-Marc Barr                                                    |                                  |  |
| Le Petit Nicolas                         | Laurent Tirard                                          | Maxime Godart, Kad Merad, Valérie Lemercier                                           |                                  |  |
| Persécution                              | Patrice Chéreau                                         | Romain Duris, Charlotte Gainsbourg, Jean-Hugues Anglade                               |                                  |  |
| La Première Étoile                       | Lucien Jean-Baptiste                                    | Firmine Richard, Lucien Jean-Baptiste, Anne Consigny, Bernadette Lafont,Michel Jonasz |                                  |  |
| Les Regrets                              | Cédric Kahn                                             | Yvan Attal, Valeria Bruni Tedeschi                                                    |                                  |  |
| Ricky                                    | François Ozon                                           | Alexandra Lamy, Sergi López                                                           |                                  |  |
| Safari                                   | Olivier Baroux                                          | Kad Merad, Lionel Abelanski                                                           |                                  |  |
| Trésor                                   | Claude Berri                                            | Mathilde Seigner, Alain Chabat, Fanny Ardant                                          |                                  |  |
| Un prophète                              | Jacques Audiard                                         | Tahar Rahim, Niels Arestrup                                                           |                                  |  |
| Villa Amalia                             | Benoît Jacquot                                          | Isabelle Huppert, Jean-Hugues Anglade                                                 |                                  |  |
| Welcome                                  | Philippe Lioret                                         | Vincent Lindon                                                                        |                                  |  |